# Tholera unicolor
Tholera unicolor là một loài bướm đêm trong họ Noctuidae.